# シシド・カフカ
シシド・カフカは、日本の歌手、ドラマー、女優、モデル。本名は宍戸 佑名（ししど ゆうな）。身長175cm。血液型O型。
立教女学院小学校、立教女学院中学校、玉川学園高等部、東京工芸大学芸術学部写真学科卒業。
avex trax所属。デビュー時の所属レーベルは、テイチクエンタテインメントJ-POPレーベルであるインペリアルレコード。

## 経歴
メキシコで生まれ、幼稚園の年中時代まで過ごす。
5歳からピアノやヴァイオリンを習うが、いずれも長くは続かなかった。
12歳の時、父の仕事の関係でアルゼンチンに移住し、中学時代を過ごす。しかし言葉がまったく理解できず、学校では辛い思いを経験した。
14歳の時に、両親からサイレントドラムをプレゼントされたことがきっかけでドラムを始める。両親がドラムのトレーナーとして呼んだのは、バンドネオン奏者アストル・ピアソラの孫であり、自身も人気ジャズ・バンドのプロドラマーであるダニエル・ピピ・ピアソラだった。週に1回、ピアソラがドラムを教えに来てくれるようになり、スティックの握り方を始め一から伝授された。アルゼンチン人らしく、最初に教えられたのはタンゴだった。
アルゼンチンからは2年で帰国。
高校時代からバンド活動を始め、大学時代には最高8バンドを掛け持ちしていた時期もある。
19歳の時にTHE NEWSに3代目ドラマーとして加入し、プロドラマーとして活動を開始する。THE NEWSでは4年間ドラマーとして活動した。その後、青木裕子、パンタ、ダイアモンド☆ユカイなどのサポートドラマーを経験する。同時に、生まれ持った長身と抜群のルックスを活かしてモデル活動も開始する。
20歳（2005年）の時に大島賢治（ドラマー）、平出悟（音楽プロデューサー）と出会い、「一緒に音楽をやらないか」と誘われる。きっかけは、2人の開いたロック・ボーカリストのオーディションに、友達の付き添いで来ていた本人が勢いで参加したことであった。2人のプロデュースの下、ドラマーではなくボーカリストとして、デビューを目指して精力的にライブを行うようになった。しかし、なかなかデビューは決まらず、飲食店でアルバイトをしながらデビューを目指す生活を5年間ほど続けた。当初は、ドラムを叩かずにハンドマイクで歌っていた。
2011年、「ドラムを叩きながら歌ってみれば?」というアドバイスを受け、実際に試したところしっくりきたため、「これで私は大丈夫だ。いける」と実感し、現在の歌いながらドラムを叩くスタイルとなった。このスタイルが評判を呼び、業界の目に留まりデビューが決まった。

### 2012年
- 5月16日　インペリアルレコードより、「デイドリームライダー」で配信デビュー[16]。J-WAVE「TOKYO REAL-EYES presents LIVE SUPERNOVA Vol.71」＠SHIBUYA-AX
- 6月24日　「FES IWAO 2012 SPRING supported by TOHOgakuen」＠日比谷野外音楽堂
- 8月12日　a-nation musicweek presents ROCK NATION「GIRL ROCK FACTORY12」＠SHIBUYA AX
- 8月18日　SUMMER SONIC 2012 ＠舞洲サマーソニック大阪特別会場 FLOWER SATGE
- 9月8日　神戸コレクション ＠ワールド記念ホール（神戸）パフォーマンス、ランウェイ出演
- 9月9日　Jin Rock Festival in KAMO 2012 ＠新潟県加茂市加茂山公園野外ステージ
- 9月12日　国際合同展示会「rooms25」＠代々木第一体育館
- 9月17日　東京ランウェイ ＠代々木第一体育館 パフォーマンス、ランウェイ出演
- 9月19日　1st Single 「愛する覚悟」リリース。スペシャルデビューライブ「愛する覚悟」＠Shibuya O-EAST
- 10月6日　FM SENDAI 30th Anniversary "MEGA★ROCKS 2012" ＠ enn 2nd
- 10月14日　FM802 MINAMI WHEEL 2012@Club Vijon
- 10月21日　水平線の花火と音楽3@サンマリーナ宮崎 多目的広場
- 12月29日　FM802 RADIO CRAZY@インテックス大阪
- 12月31日　LIVE DI:GA 2012@Shibuya O-WEST

### 2013年
- 2月、チェコの世界遺産・ストラホフ修道院で撮影した江崎グリコ『プリッツ』のCMでCMデビューを果たす。
- 2月20日　シングル「music」をリリース。
- 2月24日　名古屋コレクション ＠愛知県体育館 パフォーマンス、ランウェイ出演
- 3月8日　2nd Single「music」発売記念ワンマンLIVE ＠大阪 梅田シャングリラ
- 3月9日　神戸コレクション ＠ワールド記念ホール（神戸） ランウェイ出演
- 3月19日　Vivienne Tam 2013SSコレクション モデルとして出演
- 3月20日　東京ランウェイ ＠代々木第一体育館 パフォーマンス、ランウェイ出演
- 3月24日　福岡アジアコレクション ＠福岡国際センター パフォーマンス、ランウェイ出演
- 4月、5月　ニッポン放送 春のキャンペーンポスター、タイムテーブル表紙を担当
- 4月7日　フジテレビ系「新・堂本兄弟」レギュラー出演。（〜2014年9月28日、2015年1月4日）
- 4月28日　新潟RAINBOW ROCK MARKET出演
- 4月29日　NAONのYAON2013 出演
- 5月22日　3rd single「キケンなふたり」リリース。同日にファンクラブサイト『シシド・カフカMOBILE』発足。
- 5月26日　渋谷TOWER RECORDS 「CUTUP STUDIO」にてインストアイベント
- 5月27日　KOBE SUPER SESSION 出演（SUGIZO、INORAN、河村隆一、TOKUらと共演）
- 6月9日　SAKAE SP-RING 出演
- 6月15日　Sendai music Attack 出演
- 6月21日　One Of Love Vol.4 出演
- 7月13日　OVERHEAT2013 出演
- 7月18日　下北沢GARDENに出演　unkie、Who The Bitchと共演
- 7月20日　バンドやろうよVol.4に出演（SCANDAL、SPYAIR、FLiPと共演）
- 8月2日　ROCK IN JAPAN FESTIVAL2013 WIND TENT ＠国営ひたち海浜公園 出演
- 8月4日　福井テレビ ワイワイ祭り 出演
- 8月10日　広島FMイベント出演
- 8月11日　SUMMER SONIC 2013 ＠舞洲サマーソニック大阪特別会場 FLOWER SATGE
- 8月17日　神宮外苑花火大会 軟式球場 特設ステージ 出演
- 8月25日　MUSIC MONSTER2013〜summer〜 出演
- 8月30日　SEACRET BOX BY OTODAMA LIVE
- 8月31日　仙台 KHB祭り 出演
- 9月4日　1stアルバム「カフカナイズ」をリリース。
- 9月6日　渋谷CLUB QUATTRO ワンマンライヴ
- 9月9日　「渚とカフカとさめざめツアー」神戸＠太陽と虎
- 9月10日　「渚とカフカとさめざめツアー」名古屋＠ell.Fits ALL
- 9月18日　「渚とカフカとさめざめツアー」東京＠渋谷duo Music Excange
- 9月25日　LIVE MUSIC Unlimited ＠なんばHatch
- 9月28日　梅田Shangrira ワンマンライヴ
- 9月30日　LIVE MUSIC Unlimited ＠SHIBUYA-AX
- 10月6日　サロマ大収穫祭 出演
- 10月12日　FM802 MINAMI WHEEL 2013 @OSAKA MUSE
- 10月14日　名古屋アポロシアター ワンマンライヴ
- 10月23日　TIMM（東京国際ミュージック・マーケット） ＠Zepp DiverCity Tokyo
- 11月3日　大阪経済大学 大樟祭 出演
- 12月15日　DECEMBER'S CHILDREN2013 @赤坂BLITZ
- 12月23日　FM AICHI STAND UP2013名古屋＠ell.Fits ALL

### 2014年
- 1月26日　Sendai Music Attack! -vol.2-　@仙台darwin
- 2月2日　シシド・カフカ「我が儘」リリース東名阪仙ツアー @梅田CLUB QUATTRO
- 2月11日　シシド・カフカ「我が儘」リリース東名阪仙ツアー @名古屋CLUB QUATTRO
- 2月22日　シシド・カフカ「我が儘」リリース東名阪仙ツアー @渋谷CLUB QUATTRO
- 3月1日　シシド・カフカ「我が儘」リリース東名阪仙ツアー @仙台MACANA
- 3月9日　Beat Meets Spring in Fukuoka 2014 @BEAT STATION
- 4月9日　GIRLS!GIRLS!!GIRLS!!!Vol4　＠下北沢GARDEN
- 4月26日　札幌コレクション　＠北海きたえーる　メインビジュアル、パフォーマンス、ランウェイ出演
- 4月27日　Stream Ver.5　＠札幌CLUB DUCE
- 4月29日　NAONのYAON2014　＠日比谷野外大音楽堂
- 6月6日　BARBARS presents!『RUBBERGIRL vol.2』＠下北沢251
- 6月8日　SAKAE SP-RING2014 ＠OZON
- 6月14日　MTV VMAJ2014 ゲストセレブリティーとして出演
- 7月2日　シシド・カフカ presents SHISHIDO KAVKA × FUZZY CONTROL @TSUTAYA O-WEST
- 8月15日　「a-nation island powered by inゼリー　"ROCK NATION"　」＠代々木第一体育館　出演
- 8月16日　神宮外苑花火大会 神宮球場 会場に出演
- 8月23日　「Electric Lady Loud」@名古屋ell.FITS ALL
- 8月24日　DISK GARAGE MUSIC MONSTERS -2014 summer-@ TSUTAYA O-WEST
- 8月27日　Heavenstamp 「Welcome to Romantic Apartment Tour」ゲスト出演＠大阪JUNIS
- 8月28日　Heavenstamp 「Welcome to Romantic Apartment Tour」ゲスト出演＠名古屋ell.FITS ALL
- 8月30日　福島中央テレビ　24時間テレビ
- 9月7日　「希望と太陽のROCK FES'14」
- 9月11日　「乙女座会」@ 渋谷Millky way
- 9月15日　「THE BIG PARADE」@ 恵比寿LiquidRoom
- 9月18日　「Who the fuck Vol.17」@ 下北沢GARDEN
- 10月1日　「GirlsAward 2014AW」@代々木第一体育館　ドラマ「ファーストクラス」特別ステージに出演
- 10月4日　「MEGA☆ROCKS 2014」
- 10月12日　「北陸大学　北大祭」
- 10月26日　「第19回 合同祭」（名古屋外国語大学/名古屋学芸大学/名古屋学芸大学短期大学部 合同祭）
- 12月31日　COUNTDOWN JAPAN14/15　COSMO STAGEに出演

### 2015年
- 2月21日　「日本女子博覧会－JAPAN GIRLS EXPO 2015 春－」
- 4月7日　「神戸コレクション 2015 SUPRING/SUMMER」
- 4月29日　「NAONのYAON 2015」日比谷野外大音楽堂
- 6月17日　「K5（Kの累乗）」発売記念ライブ　「フミコム」　TSUTAYA O-WEST
- 7月12日　「エンタメガールズライブ2015」
- 7月18日　JOIN ALIVE 2015　いわみざわ公園
- 8月9日　ROCK IN JAPAN FESTIVAL 2015　PARK STAGEに出演
- 9月1日　「The Beauty Week Award 2015」授賞式　ニューヘアスタイル部門受賞
- 9月5日　「K5（Kの累乗）」ワンマンライブ「ミディアム・レア」Zepp Tokyo　ゲスト：KenKen 斉藤和義
- 9月12日　「VOGUE FASHION'S NIGHT OUT 2015」オープニング・セレモニー出演
- 12月31日　「rockin'on presents COUNTDOWN JAPAN 15/16 supported by Windows 10」COSMO STAGEでカウントダウン出演

### 2016年
- 5月7日　シシド・カフカ Tour 2016
- 5月11日　北陸新幹線開業1周年イベント 「石川ロックサミット」ロック×OEK スーパーセッション」
- 5月22日　GREENROOM FESTIVAL’16
- 6月21日　One of LoveプロジェクトGIG vol.7
- 8月13日　rockin'on presents ROCK IN JAPAN FESTIVAL 2016
- 8月18日　TOKU Group with special guest SHISHIDO KAVKA
- 8月27日　奥会津ROCK FESTIVAL 2016
- 9月10日　中津川 THE SOLAR BUDOKAN 2016
- 9月11日　Jin Rock Festival in KAMO 2016 TOKU feat シシド・カフカ
- 9月16日　〜マーク・ボラン追悼〜 GLAM ROCK EASTER Vol.30
- 9月24日　GAMA ROCK FES 2016
- 10月9日　自由が丘女神まつり2016
- 10月21日　東名阪ツアー「Theatre Kavka 『DO_S』」
- 12月2日　奥野真哉 生誕50年祭『今宵かぎりの雑種天国』

### 2017年
- 3月3日　ミニアルバム「DO_S」リリースイベント＠渋谷clubasia
- 5月20日　HARLEY-DAVIDSON BLUE SKY HEAVENライブイベント＠富士スピードウェイ
- 12月2日　シシド・カフカ Live Tour 2017 そうだ、ライブやろう　【12月2日 名古屋、6日 大阪。13日 東京】
- 12月20日　目の不自由な方へ音の出る信号機を!〜　第43回ラジオ・チャリティ・ミュージックソンに参加
- 12月22日　DI:GA online「アーティストから届く直筆年賀状」企画参加

### 2018年
- 2月12日　ディズニー/ピクサー映画「リメンバー・ミー」日本語版声優として参加
- 2月21日　ディズニー/ピクサー映画「リメンバー・ミー」日本版エンドソング先行配信開始
- 2月21日　Apple Music　シシド・カフカが選ぶディズニーソング　プレイリスト公開
- 3月1日　BARNEYS NEW YORK PLAYLIST FOR SPOTIFY　“FASHION AS MUSIC”プレイリストマンスリーセレクター
- 3月9日　日本ジーンズ協議会主催 東日本大震災の支援活動「Keep on your Jeans Spirits」」に参加
- 6月16日　One of LoveプロジェクトGIG 10YEARS WITH　「途上国の子供たちに未来の仕事を贈るプロジェクト」
- 7月20日　シシド・カフカ『DOUBLE TONE』リリース記念 -リメンバー・ライブ- ゲスト　横山剣 from CRAZY KEN BAND
- 8月4日　rockin’on presents ROCK IN JAPAN FESTIVAL 2018

### 2021年
- 9月5日　東京パラリンピック[注 2]閉会式に、自身が主宰する音楽集団「el tempo」を率いて参加[17]。

### 2022年
- 9月19日　『シシド・カフカ　デビュー10周年記念LIVEi Fiesta !』代官山UNIT

### 2023年
- 12月2日　『立教学院創立150周年記念イベント「150th Anniv. 立教フェスティバル ～THE WILLIAMS DAY～」』立教大学内タッカーホール　佐野元春、白井良明、武川雅寛、里村美和、小林俊太郎、タカバタケ俊など、立教のOBらと共演。

## 人物
- 芸名の「カフカ」（kavka）は、チェコ語でコクマルガラスというカラスの一種を指す。名付け親はコピーライターの渡辺潤平で、本人がいつも黒い服を着ていたことから、カラスをイメージしたという[15][注 3]。
- 175cmの長身を活かし、モデルとしてファッションショーなどに出演したことがある。
- バーニーズ・ニューヨークの広告デザインも手掛けている。
- 書道家の久保田吟水に師事し、雑誌「BARFOUT!」に書道の連載ページを持っていた。
- スペイン語は、アルゼンチン在住時に習得したが、日本では使用する機会がないため、既に忘れてしまったという[8]。しかし、現在でも少しの単語なら答えられる。
- ドラムを叩く際は、常に裸足になっている[18]。「どんな靴を履いていても、靴の厚みと重みで、自分の置きたい所でキックを踏む計算が出来なくなるから」[19]ということが理由で、最高に演奏するためのこだわりだと発言している[20]。
- デビュー当初から超ロングヘアがトレードマークだったが、2017年10月にフジテレビジョン「ノンストップ!」でショートヘアに変えたことを明らかにした。カフカは同番組でのインタビューで「まず一番は飽きたってこと。デビュー当時からあの髪型（ロングヘア）で、自分自身もトレードマークになっていた」と述べ、そのうえで、「自分自身が固定されているような感じがしたので、バッサリと新しい自分になれたらと思って切りました」と自らのイメージチェンジの一環であることを明らかにしている[21]。『羽田ブルース』のMVには実際に髪を切る映像が取り入れられている。

## 音楽

### ドラム
ドラマーを目指したきっかけは、小学校4年生の時に姉と一緒に見ていた音楽番組で、ドラマーだけが一度も映らなかったことにある。派手なアクションをしてもあまり目立たず、見る人しか見ておらず、ライトも当たらず、テレビでは映りもしない陰の存在なのに音楽の基盤を作っているドラマーという存在に惚れ込んだ。ゆえに、自分の持っていた「主役になり切れなくても本当は目立ちたい」という願望を叶えてくれそうに思い、ドラマーになろうと決意したという。
ところが、実際にプロになると、それまでのように引っ込んでばかりいるわけにはいかなくなった。加入したThe Newsのベース・ボーカルの竹山奈穂子に、「縁の下の力持ちもいいが、もっと前に出てアピールするように」と諭されたこともあるという。
現在では、ドラマーを志望した当初に感じていたドラマーの「美学」というものへのこだわりは、まったくないと発言している。

### 影響
ドラム・スタイルに一番影響を受けたのは、レッド・ツェッペリンのジョン・ボーナムである。彼のファンだったThe Newsのメンバーのすすめによる。当時は自身が好きかどうかには関係なく、ドラマーの考え方として面白いという観点から、色々なことを吸収した。
また、本人がパーソナリティを務めたラジオ番組『シシド・カフカのオールナイトニッポン0(ZERO)』において、来日した「スティーヴ・ガッド」のライヴを観に行った際、その繊細かつパワフルでメロディアスなプレイに感銘を受けたと語っている。
きちんと歌詞を聴くようになったきっかけは、越路吹雪の曲をカバーしたことである。歌詞をしっかり読んでみたところ、歌謡曲も面白いと感じ、歌謡曲について追究するようになったという。
山口百恵の大ファンであると公言している。越路吹雪がきっかけで歌謡曲を追究する内に、山口百恵に熱中するようになった。「絶体絶命」や「ロックンロール・ウィドウ」のカバーを残している。また『新・堂本兄弟』では、「秋桜」をセッション（#556、2013年4月28日放送）した。これについて、山口百恵が好きで知った「秋桜」の作者であるさだまさしとセッションできたのが至福の時間だったと後述している。
ザ・ピーナッツの「恋のバカンス」を2015年から出演したテレビ番組やライブで披露している。

### 使用機材
- ドラムセット - SAKAE Almighty Maple Vintage White Finish[14]
  - 22"×18"BD, 16"×14"FT, 14"×5.5"SD, 12"×9"TT
- シンバル - Istanbul Agop Cymbals Xist Series
  - 14"ハイハット, 16"クラッシュ, 20"ライド, 18"クラッシュ

### シグネチャー・モデル
TAMA Drumsからシグネチャースティック、シシド・カフカモデルが発売されている。

## ディスコグラフィ

### 配信
- 「デイドリームライダー」（2012年5月16日）
  - MXテレビ「フェス岩尾」エンディングテーマ
- 「絶体絶命 / カヴァー」（2013年2月21日）
- 「ロックンロール・ウィドウ / カヴァー」（2013年2月21日）
  - YouTube TeichikuMusicChannelで配信
- 「ダメかしら?」（2014年7月2日）
- 「Over The Top」（2014年7月23日）「LINDBERG TRIBUTE〜みんなのリンドバーグ〜」トラック4
- 「Don't be love」 feat.斉藤和義（2015年4月29日） - 作詞は斉藤和義との共作。作曲・プロデュースは斉藤和義[28]。
  - フジテレビ系「医師たちの恋愛事情」主題歌（「JUSTA MUSIC」移籍後初楽曲） [28]
- 「crying」（2016年1月27日）
  - NHK BSプレミアム「はぶらし/女友だち」主題歌、織田哲郎プロデュース
- 「明日を鳴らせ」（2016年1月27日）
  - テレビ東京系アニメ「フェアリーテイル」オープニングテーマ
- 「SYNERGY」　m-flo feat.シシド・カフカ　（2016年10月5日）
  - 全国公開映画「彼岸島 デラックス」主題歌
- 「拳と花束」（2017年2月27日）
  - AbemaNewsチャンネル 『Abema One Minute News』 テーマ曲
- 「羽田ブルース」 シシド・カフカ feat.横山剣 with CRAZY KEN BAND（2017年10月4日）
  - 3か月連続コラボ作品配信限定シングル第1弾
- 「新宿サノバガン（SON OF A GUN）」ザ・クロマニヨンズ「真島昌利」作詞・作曲（2017年11月8日）
  - 3か月連続コラボ作品配信限定シングル第2弾

## ミュージックビデオ
| ディレクター     | 曲名                                                          |
| 今井"Lucy"淳也   | 「DAY DREAM RIDER」「愛する覚悟」「Miss.ミスミー 〜 我が儘」  |
| ムラカミタツヤ   | 「music」                                                     |
| 中村哲平         | 「キケンなふたり」                                            |
| 藤田 ポポロ 宏治 | 「ラヴコリーダ」「ダメかしら?」                               |
| 番場秀一         | 「Don't be love feat.斉藤和義」「バネのうた feat.甲本ヒロト」 |
| 斎藤渉           | 「朝までsugar me」「Get up!」                                 |
| 田中のぞみ       | 「タチアガレ」                                                |
| twotwotwo        | 「新宿サノバガン（SON OF A GUN）」                            |

## 出演

### バラエティ
- フォークの達人 斉藤哲夫（2007年10月6日、WOWOW） - THE NEWS のドラマー時にバックバンドとして出演
- 新・堂本兄弟（2013年4月7日 - 2014年9月28日、2015年1月4日、フジテレビ） - レギュラー
- ザ・ミュージック（2013年9月2日、テレビ東京）
- 心ゆさぶれ!先輩ROCK YOU（2013年9月14日、日本テレビ）
- しゃべくり007（2013年12月2日、2014年7月21日、日本テレビ）
- 王様のブランチ（2014年1月25日、TBSテレビ） - サンキューミュージックのコーナーに出演 ※バラエティ初ロケで高円寺を紹介
  - ごはんクラブコーナー『シシド・カフカと味わうブランチ厳選の串グルメ』（2017年3月4日）
- 行列のできる法律相談所（2014年6月29日、日本テレビ）
- バナナマンの決断は金曜日！（2014年10月24日、フジテレビ）
- SMAP×SMAP（2014年12月15日、フジテレビ） - BISTRO SMAPコーナーにゲスト出演
- MBS SONG TOWN（2015年6月5日、毎日放送） - トークゲストとして出演
- アナザースカイ（2015年6月12日、日本テレビ）
- 新チューボーですよ!（2015年6月13日、TBSテレビ）
- メトログ（2015年8月16日、TBSテレビ） - ナビゲーター ※新高円寺駅のカフェを紹介
- スタジオパークからこんにちは（2016年2月8日、NHK）
- 高校講座 美術I（2016年4月7日 - 、NHK Eテレ） - レギュラー
- ライブB♪（2016年4月26日、TBSテレビ）
- ダウンタウンなう（2016年4月29日、フジテレビ） - トークゲストとして出演
- MUSIC SOUP -45r.p.m.（revolution per man） - （2016年5月1日、フジテレビNEXT）
- 痛快TVスカッとジャパン（2016年5月9日、フジテレビ） - ショートドラマ出演
  - 痛快TVスカッとジャパン2時間SP（2016年7月4日）
  - 痛快TVスカッとジャパン〜夏の人気キャラ祭りスペシャル（2016年8月15日）
  - 痛快TVスカッとジャパン2時間SP（2016年9月26日）
- Love music（2016年5月13日、フジテレビ）
- 音楽の日 × CDTV 朝まで夏フェス!2016（2016年7月16日、TBS）
- FNSうたの夏まつり（2016年7月18日、フジテレビ）
- TOKYO SESSION –ROCKIN’GAMBLER–（2016年7月27日、フジテレビNEXT）
  - 第九夜（2019年3月17日） - MC[29]
- CDTVスペシャル!年越しプレミアライブ2016⇒2017（2016年12月31日、TBS）
- 行列のできる法律相談所（2017年1月22日、日本テレビ）
- バズリズム（2017年1月27日、日本テレビ）
- 日テレプッシュ「『視覚探偵日暮旅人』パパがますますブラック旅人に!?SP」（2017年2月2日、日本テレビ）
- メレンゲの気持ち（2017年2月4日、日本テレビ）
- にじいろジーン（2017年2月18日、関西テレビ）
- アカデミーナイトG（2017年12月5日、TBS）
- 世界一受けたい授業（2017年12月9日、日本テレビ）
- おしゃれイズム（2017年12月24日、日本テレビ）
- SONGS〜未公開スペシャル〜（2018年1月18日、NHK）
- 輝きYELL!（2018年1月27日、日本テレビ）
- TOKYO SESSION -Rockin’ Gambler- 第七夜（2018年1月30日・2月4日、フジテレビ）
- ぐっさん家〜THE GOODSUN HOUSE〜（2018年2月4日、東海テレビ・フジテレビ）[30]
- COUNTDOWN JAPAN 17/18 DAY-4（2018年2月11日、WOWOW）
- まるごと（2018年3月6日、静岡第一テレビ）
- Love music（2018年3月11日、フジテレビ）
- めざましテレビ（2018年3月15日、フジテレビ） - 「THE 軽部真一」コーナーゲスト
- アウト×デラックス（2018年3月15日、フジテレビ）
- おしゃべりオジサンと怒れる女（2018年3月17日、テレビ東京）
- ミュージックステーション（2018年3月23日、テレビ朝日） - Mステ初生出演
- COUNT DOWN TV（2018年3月24日、TBS）
- 激レアさんを連れてきた（2018年3月26日、テレビ朝日）
- バズリズム02（2018年3月30日、日本テレビ）
- うたコン（2018年4月10日、NHK）
- The Covers（2018年4月27日、NHK BSプレミアム）
- 新美の巨人たち（2019年4月 - 、テレビ東京） - Art Travelerの一人として出演
- 旅するスペイン語（2019年10月1日 - 、NHK Eテレ） - レギュラー
- 鶴瓶の家族に乾杯（2020年2月3日、NHK）
- ぐれジャニ（2023年7月23日、MUSIC ON! TV[31]）
- 人志松本の酒のツマミになる話（2023年8月5日、フジテレビ）
- 題名のない音楽会「まったく楽譜がない！手の合図だけで演奏する音楽会」（2023年8月19日、テレビ朝日） - シシド・カフカ主宰、el tempo[32][33]
- NHKスペシャル 古代史ミステリー（2024年3月17日、24日、NHK総合） - 卑弥呼 役ほか

### 報道番組
- news zero（2024年4月4日 - 6月27日、日本テレビ） 
  - 木曜パートナー[34]

### テレビドラマ
- ファーストクラス（2014年10月15日 - 12月24日、フジテレビ） - 川島ナミ絵 役[35]
- 視覚探偵 日暮旅人（2017年1月22日 - 3月16日、日本テレビ） - 増子すみれ 役[36]
- 連続テレビ小説 ひよっこ（2017年6月 - 9月、NHK） - 久坂早苗 役[37]
  - ひよっこ2（2019年3月25日 - 28日）
- カンナさーん! 第1話 - 第3話（2017年7月18日 - 8月1日、TBS） - 草壁真理 役[38]
- わたし、定時で帰ります。（2019年4月16日 - 6月25日、TBS） - 三谷佳菜子 役[39]
- ハムラアキラ〜世界で最も不運な探偵〜（2020年1月24日 - 3月6日、NHK総合） - 主演・葉村晶 役[40]
- レッドアイズ 監視捜査班（2021年1月23日 - 3月27日、日本テレビ） - 湊川由美子 役[41]
- 漂着者 第3話 - 第5話（2021年8月13日 - 27日、テレビ朝日） - 古市琴音 役[42]
- オリバーな犬、 (Gosh!!) このヤロウ シーズン2（2022年9月20日 - 10月4日、NHK総合）[43]
- 警部補ダイマジン（2023年7月7日 - 9月1日、テレビ朝日） - 賀来さくら 役[44]
- 何曜日に生まれたの（2023年8月6日 - 10月8日、朝日放送テレビ・テレビ朝日） - 来栖久美 役[45]

### 配信ドラマ
- レッドアイズ 監視捜査班 The First Mission（2021年3月20日 - 、Hulu） - 湊川由美子 役[46]

### ラジオ
- シシド・カフカのオールナイトニッポン0(ZERO)（2013年4月3日 - 2014年3月、ニッポン放送）
- 土曜の夜にはカラスが鳴く（2013年04月06日 - 、bayfm）

### ウェブテレビ
- ONE DAY〜私の「いつか」を叶える旅〜 by Biotrue ONEday（2018年9月17日、AbemaTV）[47]

### 映画
- 愛を歌うより俺に溺れろ!（2012年） - 湯浅恵 役
- Zアイランド（2015年） - 直美（看護婦） 役[48]
- TOO YOUNG TO DIE! 若くして死ぬ（2016年） - 修羅 役
- リメンバー・ミー（2018年） - ロス・チャチャラコス（女性） 役（吹き替え）[49]
- リボルバー・リリー（2023年） - 奈加 役[50]
- 劇場版 トリリオンゲーム（2025年） - ラモーナ・タキガワ 役[51]
- ChaO（2025年） - マイベイ 役（声の出演）[52]
- 風のマジム（2025年公開予定） - 糸数啓子 役[53]

### 舞台
- リプリー、あいにくの宇宙ね（2025年5月4日 - 25日、東京：本多劇場 / 6月3日、高知：高知県立県民文化ホール オレンジホール / 6月6日 - 8日、大阪：森ノ宮ピロティホール） - 吟遊詩人・ニルダ 役[54][55]

### テレビCM
| 企業・会社       | 製品 (年)                                                        | 楽曲         | 備考     |
| ---------------- | ---------------------------------------------------------------- | ------------ | -------- |
| 江崎グリコ       | プリッツ「ハラペコにプリッツ」篇（2013年）                       | Hunger×Anger | 本人出演 |
| ソニー           | ウォークマン Sシリーズ「LOVE MUSIC」篇（2013年）                 |              | 本人出演 |
| ソニー           | ヘッドフォン MDR-10シリーズ「Life with Headphones」編（2013年）  |              | 本人出演 |
| Fablic           | フリマアプリ 「Fril」クローゼットランウェイ 編（2014年）         |              | 本人出演 |
| リーバイス       | Levis®のグローバルキャンペーン「Live In Levis®」に登場（2015年） |              | 本人出演 |
| ヴィダルサスーン | マジックシャインスチームストレートアイロンVSS-9500（2015年）     |              | 本人出演 |
| オハヨー乳業     | ロイデリヨーグルト（2017年）                                     |              | 本人出演 |
| アサヒ飲料       | ウィルキンソン タンサン「With Food」編（2018年）                 |              | 本人出演 |

### 広告
- TAMA Drums（星野楽器）
- Istanbul Agop Cymbals（野中貿易）
- シシド・カフカ×ルミネ新宿 2013秋冬キャンペーン『Let It Rock』（2013年）
- ユニクロ「UT Picks」に参加（2016年）
- CITIZEN『LIGHT in BLACK』2016 BLUE EDITION（2016年）
- POLA「B.A セラム レブアップ」新キャラクター
- Dysonヘアードライヤー インフルエンサー（2017年）
- オハヨー乳業「ロイテリ ヨーグルト」新CMキャラクター

### 雑誌
- リズム&ドラム・マガジン（リットー・ミュージック）2013年9月号 表紙、特集
  - 凛々しくしなやかな魅惑の“なでしこGroove”　So Cool Lady Drummers
- リズム&ドラム・マガジン（リットー・ミュージック）2014年2月号 特集
  - プロ・ドラマー／パーカッショニストが選ぶBEST Album／Performance 2013
- リズム&ドラム・マガジン（リットー・ミュージック）2015年7・8月号 インタビュー
- リズム&ドラム・マガジン（リットー・ミュージック）2016年6月号 表紙、インタビュー掲載
  - 新境地を切り開く“トリドリ”のドラム＆ヴォーカル

### イベント
2013年
- 神宮外苑花火大会（8月17日） - 神宮軟式球場）出演[56]

2014年
- 札幌コレクション2014（4月26日） - メインビジュアル起用。ライブパフォーマンス、ランウェイ出演
- 神宮外苑花火大会（8月16日） - 神宮球場出演

2015年
- VOGUE FASHION'S NIGHT OUT（9月12日） - オープニング・セレモニーでスペシャルライブ

2017年
- HARLEY-DAVIDSON BLUE SKY HEAVEN（5月20日） - ライブイベンに出演

### ストリーミング・ライブ
- ニコニコ生放送 シシド・カフカ『K5（Kの累乗）』リリース記念 スタジオ生ライブ中継
  - 2015年6月16日（火）開場:20:50 開演:21:00　来場者数：17,536人 コメント数：2,814
- ニコニコ生放送 シシド・カフカ New Album「トリドリ」発売記念 生LIVE
  - 2016年4月1日（金）開場:20:30 開演:21:00　来場者数：22,020人 コメント数：4,058
- LINE LIVE 東名阪ワンマンツアー「Theatre Kavka『DO_S』前哨戦生LIVE!」
  - 2016年10月2日（日）開演:20:00　来場者：434,039人 いいね：212,216 コメント：2,644

### 新聞
- 学生新聞[57]